# Pensacola (Oklahoma)
Pensacola é uma cidade  localizada no estado norte-americano de Oklahoma, no Condado de Mayes.

## Demografia
Segundo o censo norte-americano de 2000, a sua população era de 71 habitantes.
Em 2006, foi estimada uma população de 73, um aumento de 2 (2.8%). Entre 2006 e 2024, a população de Pensacola cresceu de aproximadamente de 72 para 105 pessoas, um aumento estimado de 45,8% ao longo de 18 anos.

## Geografia
De acordo com o United States Census Bureau tem uma área de 0,4 km², dos quais 0,4 km² cobertos por terra e 0,0 km² cobertos por água.

## Clima e vegetação
O clima da região é classificado como subúmido temperado, com verões quentes e úmidos e invernos moderadamente frios. A vegetação natural consiste em áreas de pastagem, florestas decíduas e matas ciliares ao longo dos cursos d’água. A atividade agrícola e a pecuária modificaram boa parte do solo, hoje voltado à produção e pasto.
Temperaturas médias anuais:
- Verão: 28–35°C
- Inverno: 0–12°C    Precipitação média: cerca de 1000 a 1200 mm/ano[5]

## Localidades na vizinhança
O diagrama seguinte representa as localidades num raio de 12 km ao redor de Pensacola.